# Morro do Aldeão
O Morro do Aldeão é um morro, de aproximadamente 700 metros de altura, do estado de Minas Gerais, localizado entre o rio São Francisco e o afluente rio Verde Grande.